# Акіменко Алла Олександрівна
А́лла Олекса́ндрівна Акі́менко (нар. 15 лютого 1975, смт Недригайлів Сумської області, Україна)  — українська журналістка, письменниця. Член Національної Спілки журналістів України, член Спілки письменників України.

## Життєпис
Народилась у родині службовців. Мати — Акіменко Яніна Мар'янівна родом з Хмельниччини, батько Акіменко Олександр Іванович — із Недригайлова. Сестра — Акіменко Ірина Олександрівна, на даний час проживає у Харкові. Освіта:
1982 — 1992 навчалася у Недригайлівській середній школі, яку закінчила із золотою медаллю.
1992 — 1997 здобувала вищу освіту на філологічному факультеті Сумського державного педагогічного інституту за спеціальністю «українська мова та література», отримала диплом з відзнакою.
Одружена. Чоловік: Лиховоз Олександр Михайлович.

## Журналістика
Після закінчення вишу працювала кореспонденткою Недригайлівської районної газети «Голос Посулля», співпрацювати з якою як юна кореспондентка розпочала у 14-річному віці.
У грудні 2000 року перейшла на роботу до редакції Сумської обласної газети «Сумщина», де продовжила трудову діяльність спочатку на посаді коректорки, потім спеціальної кореспондентки, а згодом  — на посаді завідувачки відділу листів та соціальних проблем.
2003 —2008 — на громадській роботі у громадському секторі. Працювала координаторкою НДО «Сумський обласний прес-клуб», метою якого є сприяння діяльності журналістів, та паралельно — заступницею редактора газети «Твоє право» Коаліції НДО міста Суми «Партнерство за прозоре суспільство». Також — шеф-редакторкою газети «Молодь.UA», позаштатною кореспонденткою газет «День» та «Соціальна політика». У березні 2008 року заступила на посаду керівниці прес-служби ПАТ «Сумське НВО ім. Фрунзе». Вересень 2012  — лютий 2014 -го  — прес-секретарка Сумського державного педагогічного університету ім. А. С. Макаренка. Натепер  — редакторка сайту «Кобза», кореспондентка газет «День», «Сільські вісті», Націоналістичного порталу «Шлях Перемоги».

## Творчий доробок
Авторка поетичних збірок «З осінню наодинці» (2004 р.), «Словомолитва» (2005 р.).
Переможниця Міжнародного літературного конкурсу «Гранослов» (2004 р.).
Поетичні твори друкувалися в періодичній пресі (газета «Літературна Україна» та ін.), літературних альманахах («Слобожанщина» та ін.).
Редакторка сайту «Кобза», кореспондентка газет «День», «Сільські вісті», Націоналістичного порталу «Шлях Перемоги».